# 사이코그래프

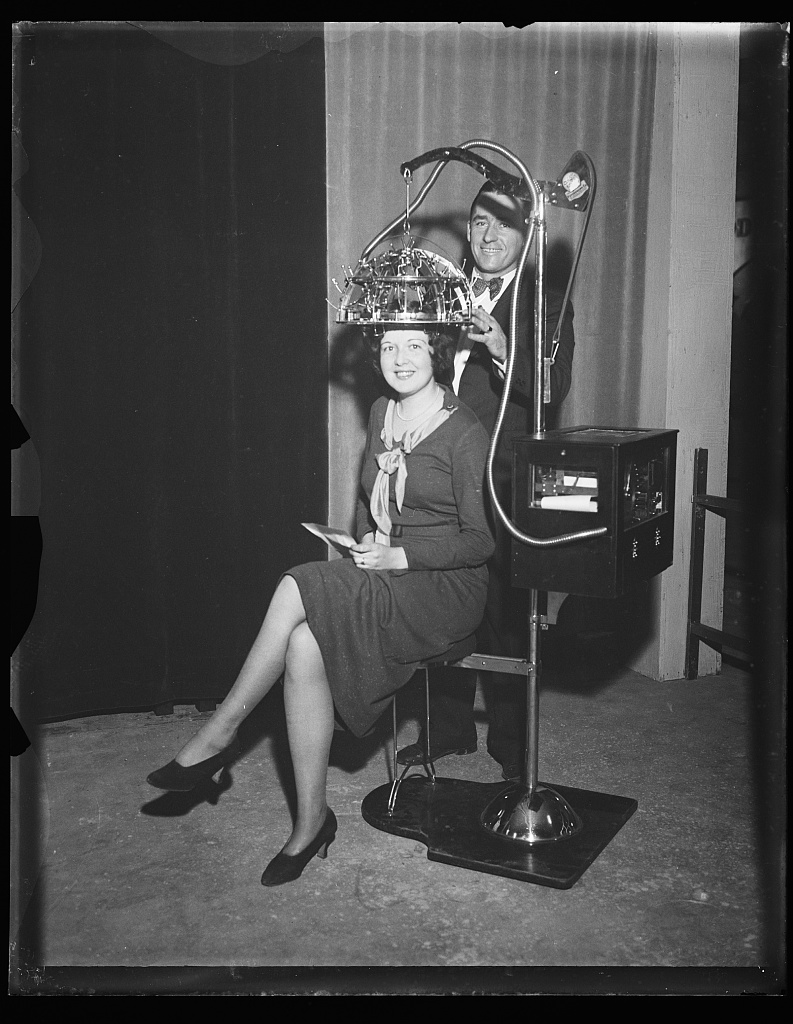
한 여성의 머리에 사이코그래프를 끼우고 있는 한 남성

사이코그래프(psychograph)는 골상학 기계의 하나로, 헨리 C. 래버리(Henry C. Lavery)가 20세기 초에 발명하고 마케팅하였다.
이 기계는 수많은 정식 능력 중에서 피실험자의 적성을 기계적으로 알아낸다고 주장되었다. 골상학의 원칙에 따라 사람의 머리를 측정하도록 설계되었다. 래버리는 1905년 위스콘신주 슈피리어에 거주하는 동안 자신의 첫 사이코그래프의 특허를 냈다.